# Międzynarodowy Festiwal Muzyki Organowej i Kameralnej w Leżajsku

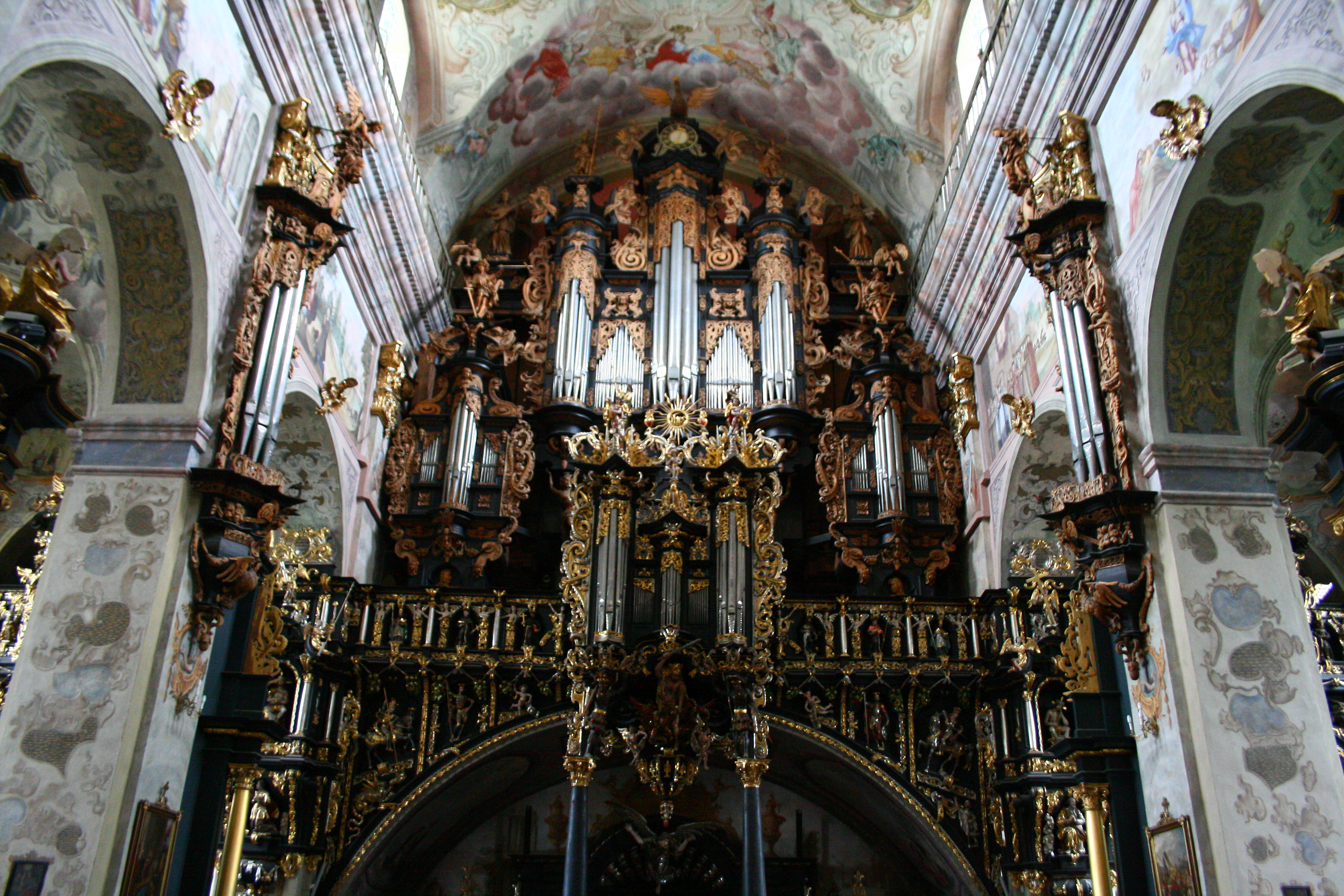
Leżajskie organy

Międzynarodowy Festiwal Muzyki Organowej i Kameralnej w Leżajsku – festiwal muzyki organowej i kameralnej odbywający się w bazylice oo. Bernardynów w Leżajsku, w okresie od czerwca do sierpnia każdego roku.
Corocznie bierze w nim udział kilkudziesięciu artystów światowej sławy z kraju i zagranicy. Koncerty, których odbywa się kilkanaście każdego roku, skupiają rzesze sympatyków szczelnie wypełniających bazylikę. Pierwszy leżajski festiwal odbył się w 1992 w ramach II Koncertów Organowych – Stalowa Wola. Podobny charakter organizacyjny miał drugi festiwal w 1993. Trzecia edycja festiwalu odbyła się w ramach VII Międzynarodowego Festiwalu Muzyki Organowej i Kameralnej Radom-Orońsko 1994. Podobnie było z kolejnymi edycjami. Od 1997 festiwal jest samodzielną imprezą wpisaną w kalendarz najważniejszych wydarzeń artystycznych w kraju. Wykonawców festiwalowa publiczność mogła oklaskiwać w poniedziałkowe letnie wieczory. Zmiana patrona imprezy i włączenie jej do festiwalu radomskiego związana była z nawiązaniem współpracy ze znanym organistą reprezentującym Fundację im. Mikołaja z Radomia – Robertem Grudniem. Artysta ten, chętnie koncertując na leżajskich organach, związał się z festiwalem na kilka najbliższych lat zostając jego dyrektorem w 1995 r.
Stanowiska kierowników artystycznego i organizacyjnego zajmowali odpowiednio o. Wiktoryn Jacek Krysa oraz Piotr Jackowski. Kolejnym festiwalom towarzyszyły recitale organizowane w pobliskich miastach: w Stalowej Woli, Mielcu, Sokołowie Małopolskim, Nisku oraz Kalwarii Zebrzydowskiej.